# Mark Paterson
William Henry Mark Paterson (24 de septiembre de 1947-5 de agosto de 2022) fue un deportista neozelandés que compitió en vela en la clase 470. Ganó una medalla de bronce en el Campeonato Mundial de 470 de 1977.

## Palmarés internacional
| Campeonato Mundial | Campeonato Mundial | Campeonato Mundial | Campeonato Mundial |
| Año                | Lugar              | Medalla            | Clase              |
| ------------------ | ------------------ | ------------------ | ------------------ |
| 1977               | Shizuoka (Japón)   | Medalla de bronce  | 470                |